# Señor Matanza
Singles de Mano Negra
Santa Maradona (Larchuma Football Club)
(1994) Sueño de Solentíname
(1994)
Señor Matanza est une chanson de rock alternatif latino du groupe Mano Negra, sortie en 1994 sur leur quatrième album Casa Babylon.
La chanson parle de la situation en Amérique latine. Le groupe avait effectué une tournée sur le continent avec le Cargo 92. Le clip réalisé par François Bergeron a été tourné sur place avec Manu Chao.
À noter que le groupe était déjà séparé quand le single est sorti.
Le morceau a été reprise par le groupe Ska-P sur l'album Mano Negra Illegal. Manu Chao l'a également interprétée dans une nouvelle version lors de la tournée La Ventura.
On peut l’entendre dans le film Escobar (film, 2017) (loving Pablo) en 2017 de Fernando León de Aranoa